# Bryostroma rhacomitrii
Bryostroma rhacomitrii är en svampart som beskrevs av Döbbeler 1978. Bryostroma rhacomitrii ingår i släktet Bryostroma, klassen Dothideomycetes, divisionen sporsäcksvampar och riket svampar.  Arten är reproducerande i Sverige. Inga underarter finns listade i Catalogue of Life.